# نيابة طوي أعتير
طوي أعتير نيابة جبلية تقع ضمن الحزام الأخضر في محافظة ظفار، حيث تتبع إدارياً ولاية مرباط وتقع تحديداً في الشمال الغربي من مركز المدينة ونحو الأطراف الشرقية لجبل القرا. تبعد نيابة طوي أعتير عن مركز مدينة مرباط مسافة 26 كيلومتر. يحد النيابة من الشمال ولاية ثمريت ومن الشرق جبل سمحان وإلى الغرب والشمال الغربي نيابتا جبجات ومدينة الحق التابعتان لولاية طاقة، ويحدها من الجنوب سهل مدينة مرباط والدمر. يوجد طريقان يؤديان إلى النيابة وهما: طريق عقبة غديه وطريق عقبة حشير .

## حفرة إذابة طوي أعتير الطبيعية وكهف طيق
اكتسبت حفرة طوي أعتير شهرة عالمية منذ اكتشافها في العام 1997 من قبل فريق المغامرين السلوفانيين بالتعاون مع جامعة السلطان قابوس باعتبارها واحدة من أكبر حفر الإذابة في العالم وهو ما يزيد من الرصيد الغني بالتنوع البيئي والجغرافي والمعالم التاريخية والأثرية والمقومات الحضارية فيظفار . تبعد منطقة طيق عن مركز نيابة طوي أعتير مسافة 14 كيلومتر يبلغ حجم حفرة طيق حوالي 975 الف متر مكعب ويقدر طول قطرها من 130 إلى 150 متر أما عمقها فيصل إلى 211 متر. وقد أدى جريان الماء على طول الأودية التي تصب في الحفرة إلى إذابة الصخور وبالتالي إلى تكوين الحفرة والشلالات الرائعة الواقعة على طول التقاطع مع حفرة طيق. ويوجد كهف طيق قرب أعلى الحفرة ويبلغ حجمه 170 الف متر مكعب تقريبا وبه ما لا يقل عن 6 مداخل اكبرها المدخل والجدار الغربى ويمكن مشاهدته من أعلى حفرة طيق حيث يستطيع المرء أن يصل إليه عبر مسالك صغيرة يمكن رؤيتها من المسار الرئيسي والتي يمكن من خلالها الإطلالة على مشاهد بديعة للحفرة وشلالاتها.

## تلة الدمر المغناطيسية
التلال المغناطيسية، و يطلق عليها اصطلاحا (Gravity hill) أي تلال الجاذبية”، هي أماكن تحدث فيها ظاهرة غريبة بحيث أن الماء المنسكب في هذه الأماكن يسير بعكس الاتجاه و أن السيارة المحررة من الكوابح تصعد للأعلى بدلا من تنزل للأسفل. تنتشر التلال المغناطيسية في أماكن كثيرة من العالم ومنها منطقة الدمر في طوي أعتير وتدور أفضل توقعات الجيولوجيون في تفسير هذه الظاهرة في كونها تأثير يقع بسبب قوى مغناطيسية سبب تكوينها وتركزها في هذه الأماكن .

## طبيعة نيابة طوي أعتير
تتأثر مناطق طوي أعتير بموسم الخريف كغيرها من مناطق جبال ظفار، وتعتبر المسطحات العشبية الواسعة أبرز ما تتلقفه العين المجردة في رحاب هذه المناطق. وتعد طوي أعتير من أهم مناطق جلب التراب "الخطري" الذي يستخدم في الصناعات الفخارية. وتعد أيضا المناطق الغربية منها منابع لوادي دربات.

## سكان نيابة طوي أعتير
يعتمد سكان نيابة طوي أعتير على تربية قطعان الإبل والأبقار والأغنام والزراعة الموسمية كاللوبيا والذرة والحشوة الجبلية. ومن قرى نيابة طوي أعتير وأشهرها: قرية أنشام، كزيت، أديلاف، كيدور، أرديت، أخشيف، قنف، كزيت خيف، قرضيت، عامنوت وفنق. وتسكنها قبائل العمري، الشحري، المشيخي، اليافعي، الحكمان، قيطون وبعض المهرة.